# Stictolejeunea kunzeana
Stictolejeunea kunzeana là một loài Rêu trong họ Lejeuneaceae. Loài này được (Gottsche, Lindenb. & Nees) Schiffner miêu tả khoa học đầu tiên năm 1893.